# Koszyce (Tarnów)
Osiedle nr 15 Koszyce – część miasta Tarnów, jednostka pomocnicza gminy znajdująca się w południowo-zachodniej części miasta. Mające charakter mieszkaniowy osiedle zamieszkuje ponad 2 tys. ludzi.
Władzą jednostki pomocniczej gminy Rada Osiedlowa nr 15 „Koszyce”.
Osiedle Koszyce utworzono na włączonych w 1951 i 1960 roku części obszaru Koszyc Wielkich i Zbylitowskiej Góry do miasta.